# Global Greens

Logo des Weltverbands der grünen Parteien

Die Global Greens sind der Weltverband der grünen Parteien und anderen ökologischen Bewegungen. Er wurde 2001 auf einer Konferenz in Canberra gegründet, bei der auch eine gemeinsame Charta, die Global Greens Charter, verabschiedet wurde. 2008 fand eine zweite weltweite Konferenz in São Paulo statt. Ziel der Global Greens ist es, als internationales Netzwerk die Ideen grüner Politik weltweit zu fördern. Die dritte weltweite Konferenz fand vom 29. März bis zum 1. April 2012 in Dakar statt; eine vierte Weltkonferenz fand vom 30. März bis 4. April 2017 in Liverpool und eine fünfte vom 8. bis 11. Juni 2023 in Songdo City statt.
Daneben existiert seit 2001 das Global Green Network (GGN), in dem jeweils ein Vertreter jeder nationalen grünen Partei vertreten ist.
Die Jugendorganisation der Global Greens sind die Global Young Greens.

## Koordination und Leitung
Das leitende Gremium ist ein Ausschuss, das Global Green Steering Committee (GGC) mit je drei Mitgliedern und drei Vertretern aus den vier regionalen grünen Verbänden, der Europäischen Grünen Partei (EGP), die Federation of Green Parties of Africa, die Federación de Partidos Verdes de las Américas und die Asia Pacific Greens Federation (APGF) sowie einer Einberuferin und vier Beratern. 

### Koordinatoren (Stand Mai 2016)
(Quelle:)

#### Einberuferin des Komitees
- Margaret Blakers (Australian Greens, Australien) – seit 2001

#### African Greens Federation
- Frank Habineza (Demokratische Grüne Partei Ruandas, Ruanda) – seit Mai 2008
- Adamou Garba (Niger Parti Vert, Niger) – seit Mai 2008
- Fatima Alaoui (Parti Vert Morocco, Marokko) – seit Juni 2014

Stellvertreter:
- Badono Daigou (Tschad) – seit Juni 2014
- Robinah K. Nanyunja (Uganda) – seit Juni 2014

#### Asia Pacific Greens Federation
- Suresh Nautiyal (Uttarakhand Parivartan Party, Indien) – seit Mai 2010
- Liaquat Ali (Pakistan Green Party, Pakistan) – seit Mai 2010
- Bob Hale (Australian Greens, Australien) – seit Juni 2015

Stellvertreter:
- Yujin Lee (Green Party Korea, Südkorea) – seit Juni 2015
- Ballav Timalsina (Nepali Greens, Nepal) – seit März 2014
- Guia Limpin (Partido Kalikasan/Greens PH, Philippinen) – seit Januar 2016

#### Europäische Grüne Partei
- Péter Ungár (Lehet Más a Politika, Ungarn) – seit November 2015
- Merja Kähkönen (Vihreät -De Grön, Finnland) – seit Mai 2013
- Eva Goës (Miljöpartiet de Gröna, Schweden) – seit Mai 2013

Stellvertreter:
- Evelyne Huytebroeck (Ecolo, Belgien) – seit November 2015
- Josef Šmída (Strana zelených – Czech Green Party, Tschechien) – seit Mai 2016
- Sergey Kurykin (Partija Zelenykh Ukrainy, Ukraine) – seit Mai 2016

#### Federación de Partidos Verdes de las Américas
- Fabiano Carnevale, (Partido Verde, Brasilien)  – seit Nov 2013
- Carlos Ramón González (Alianza Verde, Kolumbien)  – seit Nov 2015
- Patricia Maldonado (Green Party of United Mexican States, Mexiko) – seit Aug 2014

Stellvertreter:
- Matilde Baján (Guatemala) – seit November 2015
- Leonardo Alvarez-Romo (Green Party of United Mexican States, Mexiko) – seit November 2015
- Manuel Manotas (Partido Alianza Verde de Colombia, Kolumbien) – seit November 2015

#### Berater der Global Greens
- Bert Boer, Treasurer (GroenLinks, Niederlande) – seit Februar 2014
- Juan Behrend, Advisor (Belgien) – seit November 2012
- Eva Goës, Fundraiser & Coordinator of the Friends of the Global Greens (Miljöpartiet de Gröna, Schweden) – seit November 2012
- Papa Meissa Dieng (Berater) – seit November 2012

#### Koordinator der Global Greens
- Keli Yen – seit Nov 2015

## Mitgliedsparteien
Die Global Greens umfassen 18 afrikanische, 13 amerikanische, 21 asiatisch-pazifische sowie 37 europäische Parteien. Die deutschsprachigen Mitgliedsparteien sind das deutsche Bündnis 90/Die Grünen und die österreichischen Grünen.

### Die Mitgliedsparteien
(Stand: April 2023, kursiv: assoziierte Mitglieder und Kandidaten)

#### Afrika
- Ägypten: Egyptian Green Party
- Burkina Faso: Rassemblement des Écologistes du Burkina Faso
- Burundi: Burundi Green Movement
- Elfenbeinküste: Rassemblement des Verts Ivoiriens
- Kenia: Green Congress of Kenya
- Demokratische Republik Kongo: Alliance des Ecologistes Congolais-Les Verts
- Republik Kongo: Mouvement des Ecologistes Congolais-Les Verts
- Madagaskar: Parti Vert Hasin’I Madagasikara
- Mali: Parti Ecologiste du Mali
- Marokko: Parti Des Verts Marocain
- Mauritius: Les Verts Fraternels Mauritius
- Niger: Rassemblement pour un Sahel Vert
- Ruanda: Demokratische Grüne Partei Ruandas
- Senegal: Convergence des Ecologistes du Sénégal
- Simbabwe: Green Party of Zimbabwe / United Crusade for Democracy
- Togo: Afrique Togo Ecologie
- Tschad: Union des Ecologistes Tchadiens – Les Verts
- Uganda: Ecological Party of Uganda

#### Amerika
- Argentinien: Partido Verde Argentina
- Bolivien: Partido Verde de Bolivia
- Brasilien: Partido Verde
- Chile: Partido Ecologista Verde de Chile
- Dominikanische Republik: Partido Verde Dominicano
- Guatemala: Movimiento Verde
- Haiti: Green Party of Haiti
- Kanada: Green Party of Canada
- Kolumbien: Partido Alianza Verde
- Mexiko: Partido Verde Ecologista de México
- Paraguay: Partido Ecologista Verde - Paraguay
- Peru: Partido Democrata Verde
- Venezuela: Movimiento Ecológico de Venezuela

#### Asien-Pazifik
- Australien: Australian Greens
- Bangladesch: Bangladesh Green Party
- Indien: Uttarakhand Parivartan Party
- Indien: India Greens Party
- Indonesien: Atjeh Green Party
- Indonesien: Partai Hijau Indonesia
- Indonesien: Sarekat Hijau Indonesia
- Irak: Green Party of Iraq
- Japan: Midori no Tō
- Jordanien: Green Party of Jordan
- Libanon: Lebanon Green Party
- Mongolei: Mongolian Green Party
- Nepal: Nepali Greens
- Neuseeland: Green Party of Aotearoa New Zealand
- Pakistan: Pakistan Green Party
- Palästina: Green Party of Palestine
- Papua-Neuguinea: Papua New Guinea Greens
- Philippinen: Green Party of the Philippines
- Salomonen: Green Party of the Solomon Islands
- Südkorea: Noksaek-Partei (녹색당, Green Party)
- Taiwan: Grüne Partei Taiwans

#### Europa
- Albanien: Partia e Gjelbër
- Aserbaidschan: Azərbaycan Yaşıllar Partiyası
- Belgien: Ecolo
- Belgien: Groen
- Bulgarien: Zeleno dvizhenie
- Dänemark: Socialistisk Folkeparti
- Deutschland: Bündnis 90/Die Grünen
- Estland: Eestimaa Rohelised
- Finnland: Vihreät – De Gröna
- Frankreich: Europe Écologie-Les Verts
- Georgien: Sak’art’velos mtsvanet’a partia
- Griechenland: Ikologi Prasini
- Irland: Green Party
- Italien: Europa Verde
- Italien/ Südtirol: Verdi Grüne Vërc
- Kroatien: Zelena alternativa - ORaH
- Luxemburg: Déi Gréng
- Malta: ADPD
- Moldau: Partidul Ecologist “Alianța Verde” din Moldova
- Montenegro: Građanski Pokret URA
- Niederlande: GroenLinks
- Nordmazedonien: Demokratska Obnova na Makedonija
- Norwegen: Miljøpartiet De Grønne
- Österreich: Die Grünen – Die grüne Alternative
- Portugal: Partido Ecologista Os Verdes
- Rumänien: Partidul Verde
- Schweden: Miljöpartiet de Gröna
- Slowenien: Stranka mladih – Zeleni Evrope
- Spanien: Verdes Equo
- Spanien/ Katalonien: Esquerra Verda
- Tschechien: Strana zelených
- Türkei: Halkların Eşitlik ve Demokrasi Partisi
- Ukraine: Partija Zelenych Ukrajiny
- Ungarn: LMP – Magyarország Zöld Pártja
- Vereinigtes Königreich: Green Party of England and Wales
- Vereinigtes Königreich/ Schottland: Scottish Green Party
- Zypern: Kinima Ikologon – Synergasia Politon